# Dave Brubeck
Dave Warren Brubeck (Concord, California, 6 de diciembre de 1920-Norwalk, Connecticut, 5 de diciembre de 2012) fue un pianista y compositor estadounidense de jazz. Fue uno de los principales representantes del cool jazz, y uno de los músicos de jazz más populares entre los no aficionados. Lideró en los cincuenta y sesenta el Dave Brubeck Quartet, que alcanzó un gran éxito.
Brubeck escribió numerosos estándares del jazz, entre los que se incluyen In Your Own Sweet Way y The Duke. El estilo de Brubeck oscilaba entre lo refinado y lo exuberante, reflejando influencias de la música clásica y atreviéndose con la improvisación. En mucha de su música experimentó con el compás, grabando Pick Up Sticks en 6/4, Unsquare Dance en 7/4 y "Blue Rondo à la Turk" en 9/8. 
Su habitual compañero musical, el saxo alto Paul Desmond, escribió el tema más famoso del Dave Brubeck Quartet, "Take Five", un clásico del jazz compuesto en 5/4.
Brubeck fue el autor de la música de la miniserie de dibujos animados This Is America, Charlie Brown.

## Biografía

### Primeros años
Brubeck nació en Concord, California, ciudad ubicada en el área de la Bahía de San Francisco, y se crio en Ione. Su padre, Peter Howard "Pete" Brubeck, fue ganadero, mientras que su madre, Elizabeth (de soltera, Ivey), quien había estudiado piano en el Reino Unido con Myra Hess y pretendía ser concertista, daba clases para obtener algún dinero extra. Su padre tenía ascendencia suiza, sus abuelos por parte de madre eran ingleses y alemanes. En un principio, Brubeck no pretendía convertirse en músico (sus dos hermanos mayores, Henry y Howard, ya lo eran), pero tomó lecciones de su madre.
Su intención era trabajar con su padre en el rancho, por lo que entró en el College of the Pacific de Stockton, California (ahora llamado Universidad del Pacífico) para estudiar veterinaria, aunque pronto se cambió a zoología. Allí su profesor Dr. Arnold le dijo: "Brubeck, tu cabeza no está aquí. Está en frente, en el conservatorio. Por favor vete allí. Deja de perder nuestro tiempo y el tuyo". Así lo hizo, aunque casi se le expulsó por no saber leer partituras. Algunos de sus profesores le apoyaron, diciendo que su habilidad con el contrapunto y las armonías compensaban de sobra esa falta.
Después de graduarse en 1942, fue reclutado para el servicio militar y sirvió en el extranjero en el Tercer Ejército de Estados Unidos bajo el mando de George Patton. Prescindieron de sus servicios en la Batalla de las Ardenas cuando se apuntó voluntario para tocar el piano en un concierto de la Cruz Roja; tuvo tanto éxito que le ordenaron montar una banda. Por ende, creó una de las primeras bandas de integración racial de la armada de Estados Unidos, The Wolfpack. Durante el servicio militar conoció a Paul Desmond, a principios de 1944. Después de cuatro años en el ejército, volvió a estudiar, en esta ocasión en el Mills College del área de la Bahía de San Francisco con el profesor Darius Milhaud, quien le animó a estudiar fuga y orquestación, pero no piano clásico.
Al terminar sus estudios con Milhaud, Brubeck ayudó a formar el sello discográfico Fantasy Records en Berkeley, California y trabajó con un octeto y un trío junto a Cal Tjader y Ron Crotty. La banda era altamente experimental y grabaron muy pocas piezas. A menudo Paul Desmond se les unía en el templete.

### The Dave Brubeck Quartet
Fundado en 1951, The Dave Brubeck Quartet estaba integrado originalmente por Paul Desmond en el saxo alto, Bob Bates en el contrabajo, Jon Dodge en la batería y Brubeck en el piano. Comenzaron con una larga serie de presentaciones en el club Blackhawk, en San Francisco.
Entre 1953 y 1954, el cuarteto alcanzó la fama realizando giras por campus universitarios de todo el país. El enfoque modernista de Brubeck y el virtuosismo simplista de Desmond tuvieron un gran recibimiento entre los jóvenes universitarios. Particularmente, el recital en el Oberlin College es considerado un punto de inflexión para el reconocimiento del jazz como música culta a nivel nacional e internacional. Esto le valió a Brubeck un contrato con Columbia Records, bajo el que se publicó el celebrado álbum Jazz Goes to College. En 1954, Brubeck se convirtió en el segundo músico de jazz en llegar a la tapa de Time magazine, sólo detrás de Louis Armstrong.
Ya siendo el grupo más famoso de la escena de la Costa Oeste, el cuarteto tuvo una participación destacada en el programa Jazz Ambassadors del Departamento de Estado de los Estados Unidos, en 1957. Aunque muy crítico con las finalidades del programa, Brubeck incorporó a partir de estas giras varios ritmos y formas no convencionales inspirados en músicas del mundo, plasmadas en el álbum Jazz Impressions of Eurasia.
En 1958, luego de probar algunos contrabajistas y algunos bateristas, quedaría finalmente formado el "Cuarteto Clásico", así llamado porque mantuvo prácticamente la misma formación hasta su disolución. Sus integrantes eran Brubeck, Desmond, Joe Morello en la batería y Eugene Wright en el bajo.
En 1959, el Dave Brubeck Quartet lanzó Time Out, un álbum que generó entusiasmo en su productora, aunque esta mantuviese reservas respecto a su lanzamiento. El álbum comprendía composiciones originales y casi ninguno de los temas tenía una métrica simple. Con estos ritmos musicales irregulares e inusuales (el disco incluía "Take Five", "Blue Rondo à la Turk" y "Pick Up Sticks"), alcanzó rápidamente un alto número de ventas y la categoría de disco de platino en su país. El cuarteto dio continuidad a este éxito con un gran número de nuevos discos dentro de la misma línea musical, incluyendo Time Further Out (1961), Countdown: Time in Outer Space, Time Changes y Time In. Estos discos también obtuvieron reconocimimento por adoptar pinturas contemporáneas famosas para su presentación estética de tapa, incluyendo trabajos de Neil Fujita en Time Out, de Joan Miró en Time Further Out, de Franz Kline en Time in Outer Space y de Sam Francis en Time Changes. En la tapa de otros discos, como Time In, no se usó una obra de arte. Un momento importante en la exitosa carrera del cuarteto fue su disco en vivo de 1963, At Carnegie Hall, descrito por el crítico Richard Palmer como "posiblemente el mejor concierto de Dave Brubeck". 
La formación "clásica" del Dave Brubeck Quartet se desmanteló en 1967, habiéndose reunido nuevamente tan solo para su 25º aniversario en 1976.

### Carrera posterior
Tras la partida de Desmond, Brubeck formó un nuevo grupo con la incorporación estelar de Gerry Mulligan en el saxo barítono. Mulligan era un destacado saxofonista, arreglista y compositor que había destacado dentro de la corriente del cool jazz como líder del Gerry Mulligan Quartet y la Concert Jazz Band. Bajo el nombre The Dave Brubeck Trio & Gerry Mulligan, grabaron varios álbumes resultantes de sus giras internacionales entre 1968 y 1972. La colaboración culminó con una serie de recitales en 1973, en los que contaron con la participación de Paul Desmond en 1973.
Hacia mediados de la década de 1970, Brubeck formó un nuevo conjunto que contó con la participación de sus hijos Darius Brubeck, Chris Brubeck y Dan Brubeck. Esto se convertiría en el germen del New Dave Brubeck Quartet, que continuó realizando giras internacionales e interpretando éxitos de la época del Cuarteto clásico, como así también material nuevo.

### Muerte y legado
Brubeck murió de insuficiencia cardíaca el 5 de diciembre de 2012 en Norwalk, Connecticut, un día antes de cumplir 92 años. Iba de camino a una cita de cardiología, acompañado de su hijo Darius. Se había planeado un concierto para su fiesta de cumpleaños, con familiares e invitados famosos. En mayo de 2013 se realizó un homenaje conmemorativo.
En The Guardian, John Fordham dijo: "El verdadero logro de Brubeck fue combinar ideas de composición europeas, estructuras rítmicas muy exigentes, formas de canciones de jazz e improvisación de manera expresiva y accesible". Robert Christgau apodó a Brubeck como el" héroe del jazz de la generación del rock and roll".
The Economist escribió: "Sobre todo, les costaba creer que el jazz de mayor éxito en Estados Unidos lo tocaba un hombre de familia, un californiano relajado, modesto, amable y abierto, que felizmente habría sido un ranchero —salvo que no podía vivir sin actuar, porque el ritmo del jazz, bajo toda su extrapolación y exploración, era, había descubierto, el ritmo de su corazón".
El Concord Boulevard Park en su ciudad natal de Concord, California, pasó a llamarse "Dave Brubeck Memorial Park" en su honor. El alcalde Dan Helix recordó una de sus actuaciones en el parque y dijo: "Él estará con nosotros para siempre porque su música nunca morirá".
Brubeck está enterrado en el cementerio Umpawaug en Redding, Connecticut .
En los Estados Unidos, el 4 de mayo se observa informalmente como "Día de Dave Brubeck". En el formato utilizado en los Estados Unidos, el 4 de mayo se escribe "5/4", recordando el compás de "Take Five", la grabación más conocida de Brubeck.
El 25 de junio de 2019, The New York Times Magazine incluyó a Dave Brubeck entre los cientos de artistas cuyo material, según los informes, fue destruido en el incendio de Universal Studios de 2008 .

## Selección discográfica
| - Brubeck Trio with Cal Tjader, Volume 1 (1949) - Brubeck Trio with Cal Tjader, Volume 2 (1949) - Brubeck/Desmond (1951) - Stardust (1951) - Dave Brubeck Quartet (1951) - Jazz at the Blackhawk (1952) - Dave Brubeck/Paul Desmond (1952) - Jazz at Storyville (directo) (1952) - Featuring Paul Desmond in Concert (directo) (1953) - Two Knights at the Black Hawk (1953) - Jazz at Oberlin (1953) Fantasy Records - Dave Brubeck & Paul Desmond at Wilshire Ebell (1953) - Jazz at the College of the Pacific (1953) Fantasy Records - Jazz Goes to College (1954) Columbia Records - Dave Brubeck at Storyville 1954 (directo) (1954) - Brubeck Time (1955) - Jazz: Red Hot and Cool (1955) - Brubeck Plays Brubeck (1956) - Dave Brubeck and Jay & Kai at Newport (1956) - Jazz Impressions of the U.S.A. (1956) - Plays and Plays and... (1957) Fantasy Records - Reunion (1957) Fantasy Records - Jazz Goes to Junior College (directo) (1957) - Dave Digs Disney (1957) - In Europe (1958) - Complete 1958 Berlin Concert (released 2008) - Newport 1958 - Jazz Impressions of Eurasia (1958) - Gone with the Wind (1959) Columbia Records - Time Out (1959) Columbia Records]]/Legacy - Southern Scene (1960) - The Riddle (1960) - Brubeck and Rushing (1960) - Brubeck a la Mode (1961) Fantasy Records - Tonight Only with the Dave Brubeck Quartet (1961, con Carmen McRae) - Take Five Live (1961, directo, Columbia Records, con Carmen McRae, publicado en 1965) - Near-Myth (1961) Fantasy Records - Bernstein Plays Brubeck Plays Bernstein (1961) - Time Further Out (1961) Columbia Records/Legacy - Countdown—Time in Outer Space (1962) Columbia Records - The Real Ambassadors (1962) - Music from West Side Story (1962) - Bossa Nova U.S.A. (1962) - Brubeck in Amsterdam (1962, publicado en 1969) - Brandenburg Gate: Revisited (1963) Columbia Records - At Carnegie Hall (1963) - Time Changes (1963) - Dave Brubeck in Berlin (1964) - Jazz Impressions of Japan (1964) Columbia Records/Legacy - Jazz Impressions of New York (1964) Columbia Records/Legacy - Angel Eyes (1965) - My Favorite Things (1965) - The 1965 Canadian Concert (publicado en 2008) - Time In (1966) Columbia Records - Anything Goes (1966) - Bravo! Brubeck! (1967) - Buried Treasures (1967, publicado en 1998) - Jackpot (1967) Columbia Records - The Last Time We Saw Paris (1968) - Adventures in Time (Compilation, 1972) Columbia Records - The Light in the Wilderness (1968) - Compadres (1968) - Blues Roots (1968) | - Brubeck/Mulligan/Cincinnati (1970) - Live at the Berlin Philharmonie (1970) - The Last Set at Newport (1971) Atlantic Records - Truth Is Fallen (1972) - We're All Together Again for the First Time (1973) - Two Generations of Brubeck (1973) - Brother, the Great Spirit Made Us All (1974) - All The Things We Are (1974) - Brubeck & Desmond 1975: The Duets - DBQ 25th Anniversary Reunion (1976) A&M Records - The New Brubeck Quartet Live at Montreux (1978) - A Cut Above (1978) - La Fiesta de la Posada (1979) - Back Home (1979) Concord Records - A Place in Time (1980) - Tritonis (1980) Concord Records - To Hope! A Celebration by Dave Brubeck (1980) - Paper Moon (1982) Concord Records - Concord on a Summer Night (1982) - For Iola (1984) - Marian McPartland's Piano Jazz with Guest Dave Brubeck (1984, publicado en 1993) - Reflections (1985) - Blue Rondo (1986) - Moscow Night (1987) - New Wine (1987, publicado en 1990) - The Great Concerts (Compilación, 1988) - Quiet as the Moon (Banda sonora de Charlie Brown) (1991) - Once When I Was Very Young (1991) - Time Signatures: A Career Retrospective (Compilación, 1992) Sony Columbia Legacy - Trio Brubeck (1993) - Late Night Brubeck (1994) - Just You, Just Me (solo) (1994) - Nightshift (1995) - Young Lions & Old Tigers (1995) - To Hope! A Celebration (1996) - A Dave Brubeck Christmas (1996) - In Their Own Sweet Way (1997) - So What's New? (1998) - The 40th Anniversary Tour of the U.K. (1999) - One Alone (2000) - Double Live from the USA & UK (2001) - The Crossing (2001) - Vocal Encounters (Compilación, 2001) Sony Records - Classical Brubeck (con la London Symphony Orchestra, 2003) Telarc - Park Avenue South (2003) - The Gates of Justice (2004) - Private Brubeck Remembers (solo piano + entrevista con Walter Cronkite) (2004) - London Flat, London Sharp (2005) Telarc - Indian Summer (2007) Telarc - Live at the Monterey Jazz Festival 1958–2007 (2008) - Yo-Yo Ma & Friends Brubeck tracks: Joy to the World, Concordia. (2008)Sony BMG - Everybody Wants to Be a Cat: Disney Jazz Volume 1 Brubeck tracks: "Some Day My Prince Will Come", "Alice in Wonderland" (con Roberta Gambarini) (2011) - Their Last Time Out (DBQ grabado en vivo el 26 de diciembre de 1967) (2011) |